# (400333) 2007 UO33
(400333) 2007 UO33 es un asteroide perteneciente al cinturón de asteroides descubierto el 16 de octubre de 2007 por el equipo del Catalina Sky Survey desde el Catalina Sky Survey, Arizona, Estados Unidos.

## Designación y nombre
Designado provisionalmente como 2007 UO33.

## Características orbitales
2007 UO33 está situado a una distancia media del Sol de 2,393 ua, pudiendo alejarse hasta 3,018 ua y acercarse hasta 1,768 ua. Su excentricidad es 0,261 y la inclinación orbital 9,448 grados. Emplea 1352,66 días en completar una órbita alrededor del Sol.

## Características físicas
La magnitud absoluta de 2007 UO33 es 17. 